# Dolichomitus messor
Dolichomitus messor är en stekelart som först beskrevs av Johann Ludwig Christian Gravenhorst 1829.  Dolichomitus messor ingår i släktet Dolichomitus och familjen brokparasitsteklar. Enligt den finländska rödlistan är arten nära hotad i Finland. Arten är reproducerande i Sverige. Artens livsmiljö är skogar. Utöver nominatformen finns också underarten D. m. perlongus.